# Villa Melchiorri

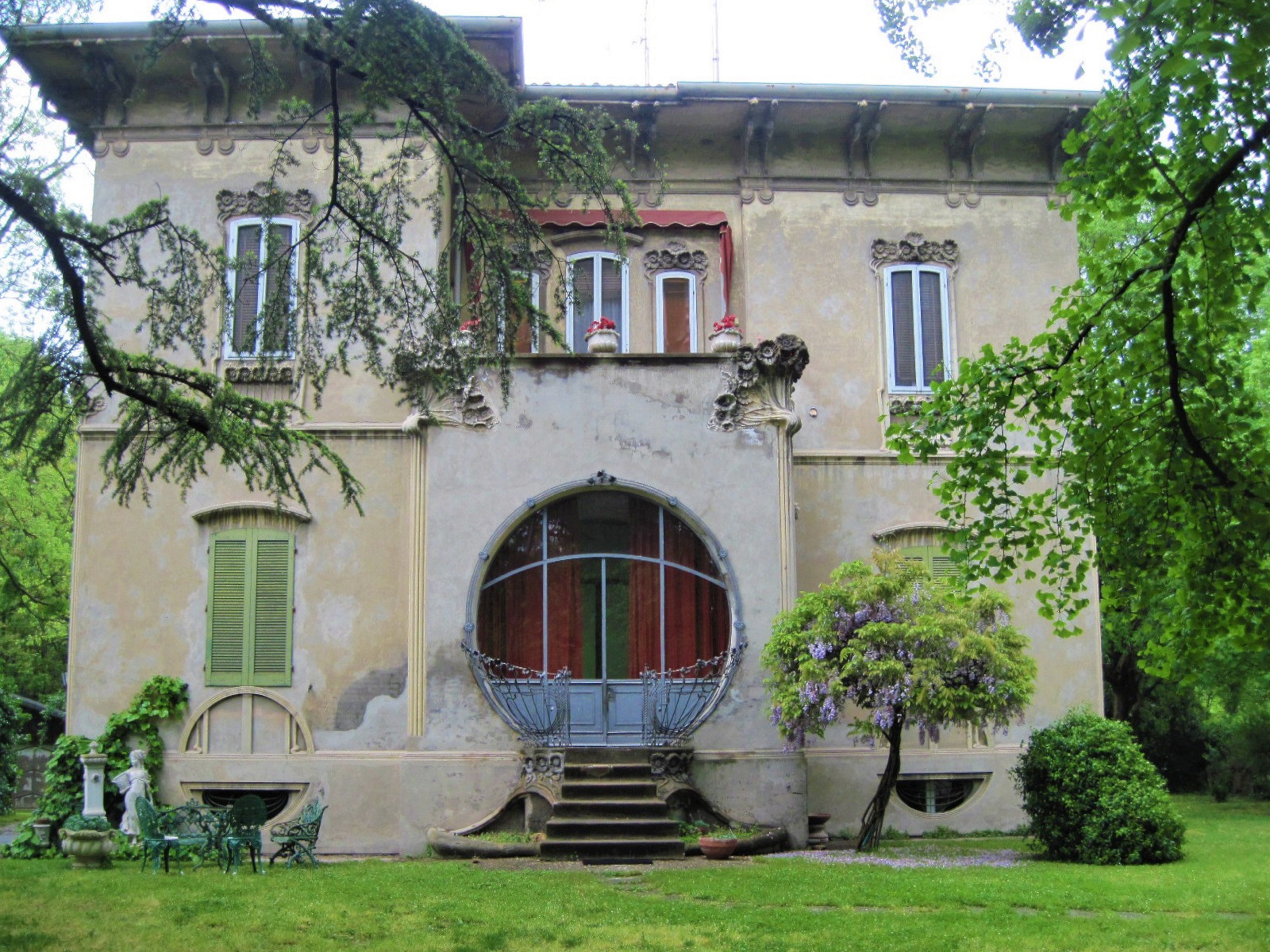
Villa Melchiorri

Die Villa Melchiorri ist ein Stadthaus im Zentrum von Ferrara in der italienischen Region Emilia-Romagna. Es liegt in der Viale Cavour und ist im Jugendstil gehalten.

## Geschichte
Die Villa Melchiorri ließ die Familie Melchiorri 1904 auf einem landwirtschaftlich genutzten Gelände in einem Gebiet bauen, das zu dieser Zeit gerade mit Macht urbanisiert wurde. Ein Jahr vorher hatte Giuseppa Marchi-Melchiorri das Gelände gekauft. Es liegt in der Viale Cavour in der Nähe des Barrierebereichs, nicht weit vom Bahnhof entfernt.
Der Stadtteil, durch den sowohl die Via Cavour verläuft, als auch neue Stadtbereiche südlich davon enthält, wird als „Addizione Contini“ (dt.: Continis Stadterweiterung) bezeichnet. Vor der Neubebauung dieses Geländes nach dem Ersten Weltkrieg lagen dort das Castel Tedaldo und später die Festung von Ferrara.
Mit dem Bau des Hauses wurde Ciro Contini betraut. Das Gebäude ist Ende des 20. Jahrhunderts und Anfang des 21. Jahrhunderts etwa verfallen.

## Beschreibung

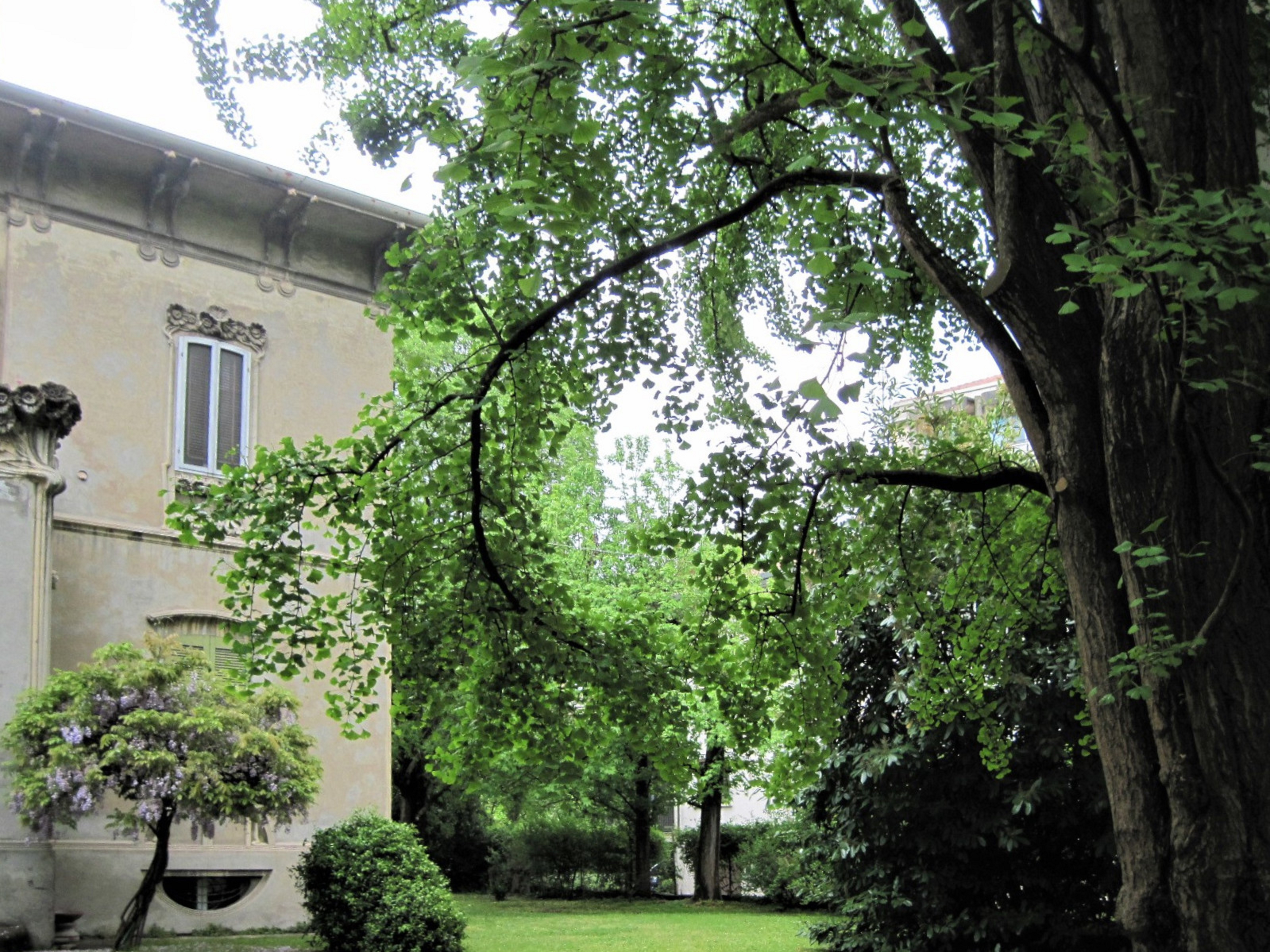
Ein Teil des Parks der Villa Melchiorri

In der Nähe der Villa Melchiorri an der Viale Cavour gibt es zwei weitere Villen, die 1909 erbaut wurden. Die Villa Melchiorri selbst ist von einem großen Park umgeben.